# Bratislava V

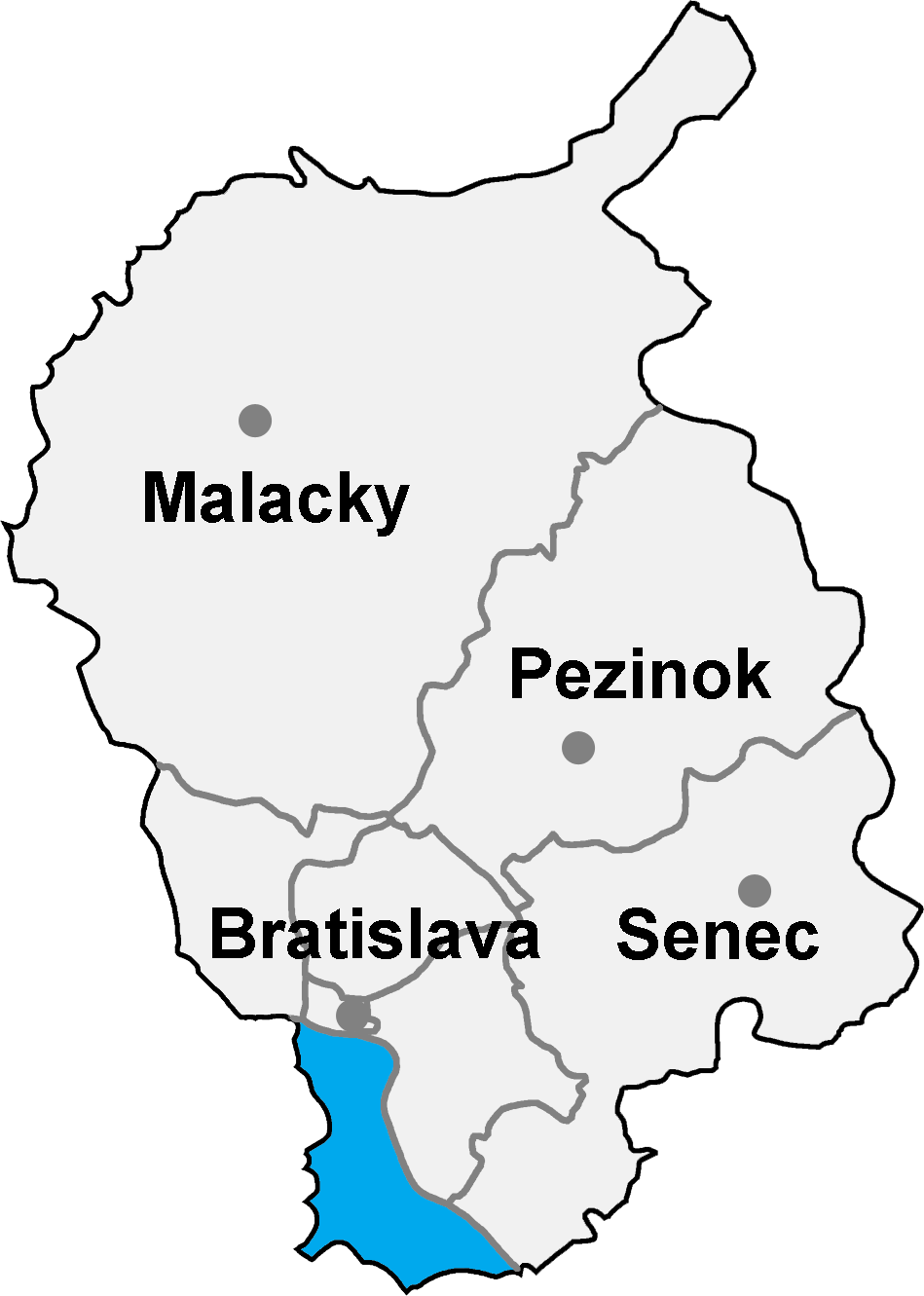
Districtul Bratislava V

Districtul Bratislava V (okres Bratislava V) este un district în Slovacia vestică, în Regiunea Bratislava, orașul Bratislava. Se învecinează cu districtele Bratislava I, Bratislava II, Bratislava IV și Senec. Conține părțile capitalei numite: Petržalka, Jarovce, Rusovce și Čunovo.
La vestul acestui district se află o parte din granița cu statul Austria.

## Demografie
| An:                | 1994    | 2004    | 2014    | 2024    |
| ------------------ | ------- | ------- | ------- | ------- |
| Număr de persoane: | 130.503 | 119.441 | 111.001 | 121.843 |
| Diferență:         |         | −8,47%  | −7,06%  | +9,76%  |

| An:                | 2023    | 2024    |
| ------------------ | ------- | ------- |
| Număr de persoane: | 122.048 | 121.843 |
| Diferență:         |         | −0,16%  |